# Lili Kraus
Lili Kraus (Budapeste, 4 de março de 1903 – Asheville, 6 de novembro de 1986) foi uma pianista húngara naturalizada norte-americana. Reconhecida por suas interpretações de Mozart e Beethoven, desenvolveu uma carreira internacional que incluiu colaborações com destacados músicos de câmara, como o violinista Szymon Goldberg.

## Biografia

### Juventude e formação
Filha de família modesta, Lili Kraus iniciou seus estudos de piano aos seis anos. Com apenas oito, foi admitida no Real Conservatório de Budapeste, onde teve aulas de teoria musical com Zoltán Kodály e de piano com Béla Bartók. Concluiu seus estudos com distinção aos 17 anos.
Em 1922, transferiu-se para a Academia de Música de Viena, onde aperfeiçoou sua técnica pianística sob a orientação de Severin Eisenberger, discípulo de Theodor Leschetizky, e estudou música contemporânea com Eduard Steuermann, aluno de Arnold Schoenberg. Apesar de o curso de mestrado ter duração de três anos, Kraus concluiu-o em apenas um. Posteriormente, foi nomeada professora da própria academia, função que exerceu até 1930.
Nesse mesmo período, conheceu Otto Mandl, engenheiro de minas e filósofo, com quem se casou em 31 de outubro de 1930, após ambos converterem-se ao catolicismo. Mandl abandonou sua carreira profissional para acompanhar e apoiar a trajetória artística de Kraus. O casal estabeleceu-se em Berlim, onde ela passou a frequentar a classe de aperfeiçoamento do pianista Artur Schnabel. Foi nessa cidade que nasceram seus filhos, Ruth e Michael.
Em 1932, a família mudou-se para Tremezzo, às margens do Lago de Como, na Itália, onde residiu até 1938. No ano seguinte, Schnabel também se transferiu para Tremezzo, onde fundou uma escola de música local.
Ao longo da década de 1930, Kraus realizou diversas turnês, tanto como solista quanto como camerista ao lado do violinista Szymon Goldberg. Em 1935 e 1937, gravaram sonatas de Beethoven e Mozart para o selo britânico Parlophone. Seu repertório incluía ainda obras de Chopin, Haydn, Schubert e do próprio Bartók.
Com a ascensão do nazismo na Europa, Kraus e Goldberg refugiaram-se em Londres, onde obtiveram a cidadania britânica. Após breve estadia, transferiram-se para Amsterdã. Em 1940, Kraus iniciou uma turnê internacional que culminaria com sua estreia nos Estados Unidos, em 1941, na cidade de São Francisco.

### Cativeiro japonês (1943–1945)
Em junho de 1943, durante a Segunda Guerra Mundial, Lili Kraus foi detida em Jacarta pelas autoridades japonesas, sob um pretexto não esclarecido. Assim como o violinista Szymon Goldberg, foi separada da família e enviada para um campo de prisioneiros, permanecendo mais de um ano sem qualquer contato com seus entes queridos.
No campo, dividia uma cela com outras doze mulheres e foi submetida a trabalhos forçados, como a limpeza de latrinas, que lhe causaram queimaduras químicas nas mãos. Sua alimentação diária consistia apenas de duas porções de arroz e chá de ervas amargas.
Após cerca de um ano, graças à intervenção de um maestro japonês que a ouvira em Tóquio em 1936, foi transferida para outro campo e conseguiu reunir-se à família. Nesse novo local, teve acesso a um piano e pôde voltar a tocar. Foi libertada em agosto de 1945, ao término da guerra. Encontrava-se em estado físico crítico, com feridas abertas, infecções e significativa perda de peso. Seus bens pessoais haviam sido inteiramente perdidos.
Kraus reconheceu que o período de cativeiro lhe proporcionou a oportunidade de memorizar um extenso repertório pianístico. Embora o esforço físico tenha fortalecido suas mãos, a sensibilidade dos dedos foi prejudicada, obrigando-a a reaprender a técnica pianística com paciência e dedicação.
Após a libertação, estabeleceu-se temporariamente na Austrália, onde se recuperou e retomou a carreira com vigor. Em cerca de um ano e meio, realizou mais de 120 concertos na Austrália e na Nova Zelândia. Como reconhecimento por sua contribuição humanitária no período pós-guerra, foi agraciada com a cidadania honorária da Nova Zelândia, passando a utilizar um passaporte especial do país.

### Recomeço em 1948

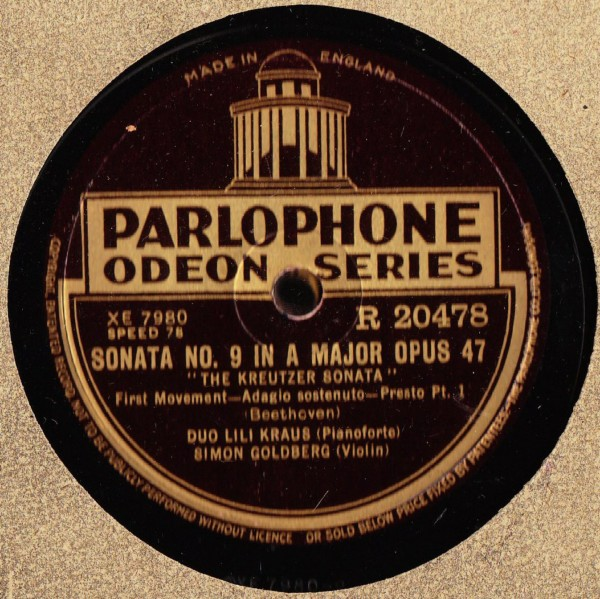
Gravação da Sonata Kreutzer de Beethoven por Lili Kraus e Simon Goldberg para o selo Parlophone (R.20478), em 1936.

Em 1948, Lili Kraus iniciou a segunda fase de sua carreira. Retornou à Europa e realizou sua primeira gravação após a guerra. No ano seguinte, apresentou-se com êxito em Nova Iorque. Ainda em 1949, estabeleceu-se com a família na África do Sul, onde lecionou na Universidade da Cidade do Cabo até 1950. Posteriormente, viveu em Paris e Viena, fixando residência definitiva em Nice, na França, após a morte de seu marido, em 1956.
Na Alemanha da década de 1950, Kraus enfrentou certa resistência da crítica, dominada por nomes como Wilhelm Backhaus, Edwin Fischer e Wilhelm Kempff, cujas abordagens influenciavam fortemente a recepção do repertório beethoveniano. Em contrapartida, obteve maior reconhecimento na França, onde estabeleceu parceria com a gravadora Les Discophiles Français. O selo planejava com a artista a gravação integral das obras para piano e de câmara de Mozart e Haydn, projeto que, entretanto, não chegou a ser concluído.
Com o violinista Willi Boskovsky, gravou sonatas de Mozart; com Boskovsky e o violoncelista Nikolaus Hübner, registrou, na primeira metade da década, os trios com piano do compositor austríaco. Pouco tempo depois, o projeto foi interrompido.
Entre os momentos marcantes dessa fase, destaca-se sua apresentação no banquete de casamento do xá Mohammad Reza Pahlavi, em 12 de fevereiro de 1951, no Palácio do Gulistão, em Teerã. Kraus também foi a primeira pianista a se apresentar em concerto litúrgico na Catedral de Cantuária. Atuou em diversos países, incluindo apresentações em Brasília e no Festival Mozart do Marrocos, com a Orquestra de Câmara de Salzburgo, em palácios e pátios históricos.
Foi jurada de importantes concursos internacionais, como o Van Cliburn International Piano Competition, no Texas, e o Concurso Internacional de Piano Paloma O’Shea Santander, em 1982.
Em 1965, visitou Albert Schweitzer em Lambaréné, no Gabão, alegrando-o com interpretações de Beethoven enquanto este se encontrava enfermo.
Dois anos depois, em 1968, foi nomeada artista residente pela Texas Christian University, em Fort Worth, onde lecionou regularmente até 1983.
Nos últimos vinte anos de vida, residiu com a filha Ruth e o genro Fergus Pope em Asheville, Carolina do Norte, onde faleceu em 1986.

## Importância
Lili Kraus foi uma das mais destacadas intérpretes da obra de Wolfgang Amadeus Mozart no século XX. Sua gravação integral das sonatas para piano, realizada no final da década de 1960, ainda hoje é considerada exemplar. Entre 1965 e 1966, registrou também a integral dos concertos para piano de Mozart, acompanhada pela Orquestra do Festival de Viena sob a regência de Stephen Simon. Essa coleção, lançada paralelamente à série de Géza Anda, iniciada em 1961, é amplamente reconhecida por seu alto valor artístico.
Diferentemente de muitos pianistas de sua geração, Kraus não buscava intensidade sonora como prioridade; seu foco estava nos detalhes tímbricos e agógicos, sempre mantendo a fluidez e coerência da forma musical. Por nunca ter firmado contrato de exclusividade com uma gravadora, suas gravações permaneceram por muito tempo de difícil acesso. No entanto, diversos registros feitos entre 1933 e 1958 — incluindo interpretações de sonatas para violino de Mozart e Beethoven com Szymon Goldberg — foram relançados em CD pelos selos Parlophone, Ducretet-Thomson e Les Discophiles Français, assim como sua integral dos concertos de Mozart.